# Zdeněk Douša
Pour les articles homonymes, voir Dousa.
Zdeněk Douša, né le 5 mars 1947 à Prague en Tchécoslovaquie et mort le 3 novembre 2023, est un joueur tchécoslovaque de basket-ball. Il évolue durant sa carrière au poste de pivot.

## Palmarès
- 3e du championnat d'Europe 1977